# Metamaterial

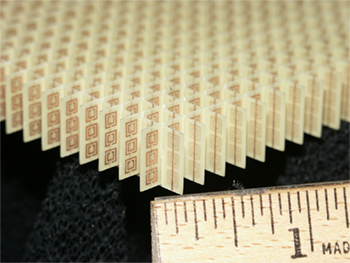
Aufbau eines Metamaterials für Mikrowellenanwendungen
Der Maßstab ist Zoll; die kleinste Unterteilung ist 1,5875 mm.

Ein Metamaterial ist eine künstlich hergestellte Struktur, deren Durchlässigkeit für elektrische und magnetische Felder (Permittivität {\displaystyle \varepsilon _{\mathrm {r} }} und Permeabilität {\displaystyle \mu _{\mathrm {r} }}) von der in der Natur üblichen abweicht. Das wird erreicht durch speziell angefertigte, meist periodische, mikroskopisch feine Strukturen (Zellen, Einzelelemente) aus elektrischen oder magnetisch wirksamen Materialien in ihrem Inneren.
Metamaterialien können einen negativen Realteil des komplexen Brechungsindex haben. Beim Übergang vom Vakuum in solch ein Material werden Wellen über das Lot hinaus in die negative Richtung gebrochen. Die Ausbreitung der Wellen erfolgt also innerhalb und außerhalb des Materials zu derselben Seite des Lots. Gewöhnliche Materialien haben einen positiven Brechungsindex. Bei ihnen werden Wellen beim Übergang in das jeweilige Material zum Lot hin abgelenkt, aber nicht darüber hinaus.
Mit Metamaterialien, deren Realteil des Brechungsindex negativ ist, sind Anwendungen denkbar, die mit gewöhnlichen Materialien prinzipiell nicht möglich sind. So können sie Objekte unsichtbar machen, indem sie eintreffende Wellen um die Objekte herum lenken.
Die Struktur von Metamaterialien, mit deren Hilfe der Brechungsindex gestaltet wird, muss deutlich kleiner als die Wellenlänge der Strahlung sein. Das erschwert die Konstruktion für sichtbares Licht erheblich. Die meisten bisher realisierten Metamaterialien sind daher für Mikrowellenstrahlung ausgelegt.

## Definition
Die Definition von Metamaterialien ist noch im Fluss:
- Die geläufigere Definition beschränkt die Zellgröße auf (deutlich) kleiner als ein Viertel der Wellenlänge im Vakuum. Die Anordnung verhält sich wie ein homogenes Medium. Das heißt, in erster Linie bestimmt der Zellinhalt die Funktion.
- Manche Autoren beziehen auch noch photonische Kristalle mit ein, bei denen die Zellgröße in der Größenordnung einer halben Wellenlänge liegt. Hier bestimmt in erster Linie die Zellgröße die Funktion.

Der Begriff Metamaterial wurde in den späten 1990er Jahren von John Pendry geprägt.

## Physikalische Grundlagen
Die Besonderheit von Metamaterialien besteht darin, dass ihre Materialkonstanten {\displaystyle \varepsilon _{\mathrm {r} }} und {\displaystyle \mu _{\mathrm {r} }} negative Werte annehmen können. Das bedeutet aus Sicht der Feldtheorie, dass
- das Feld der elektrischen Flussdichte (D-Feld) und das der elektrischen Feldstärke (E-Feld) sowie
- das Feld der magnetischen Flussdichte (B-Feld) und das der magnetischen Feldstärke (H-Feld)

jeweils einander entgegengesetzt gerichtet sind.
Den unterschiedlichen Vorzeichen stehen keine grundsätzlichen physikalischen Gründe entgegen, da den D- und E- sowie den B- und H-Feldern entsprechend den Maxwellgleichungen in ihrer materialunabhängigen Form voneinander unabhängige „Entstehungsmechanismen“ zugrunde liegen:
| Coulombsches Gesetz               | {\displaystyle \operatorname {div} {\boldsymbol {D}}=\rho }                                                                  | D-Felder entstehen durch Ladungen                                                                                  |
| Faradaysches Gesetz               | {\displaystyle \operatorname {rot} {\boldsymbol {E}}+{\frac {\partial {\boldsymbol {B}}}{\partial t}}=0}                     | E-Felder entstehen durch Änderungen des magnetischen Flusses, d. h. durch Änderung des B-Feldes oder der Geometrie |
| Gaußsches Gesetz für Magnetfelder | {\displaystyle \operatorname {div} {\boldsymbol {B}}=0}                                                                      | B-Felder sind quellfrei; es gibt keine magnetischen Monopole.                                                      |
| Ampèresches Gesetz                | {\displaystyle \operatorname {rot} {\boldsymbol {H}}={\boldsymbol {j}}_{l}+{\frac {\partial {\boldsymbol {D}}}{\partial t}}} | H-Felder entstehen durch Änderungen des D-Feldes (Leiter- und Verschiebungsströme)                                 |

Die unterschiedlichen Vorzeichen von D- und E-Feldern bei Metamaterialien kommen durch geschickte Anordnungen und Prozesse zustande, die dadurch gekennzeichnet sind, dass die Änderungen des magnetischen Flusses ein E-Feld erzeugen, das in die dem D-Feld entgegengesetzte Richtung zeigt.
Analog kommen die unterschiedlichen Vorzeichen von B- und H-Feldern dadurch zustande, dass die Änderungen des elektrischen Feldes bei Metamaterialien einen magnetischen Fluss (und damit ein B-Feld) erzeugen, das in die dem H-Feld entgegengesetzte Richtung zeigt.
Der Wellenvektor, die elektrische und die magnetische Feldstärke formen bei Metamaterialien ein linkshändiges Dreibein – daher auch die Bezeichnung linkshändiges Material.

## Eigenschaften
1968 wurde vom sowjetischen Physiker Wiktor Wesselago die Ausbreitung von Wellen in einem Medium mit negativem Brechungsindex theoretisch untersucht. Dass in solch einem Material die Phasengeschwindigkeit und Gruppengeschwindigkeit entgegen dem durch den Poynting-Vektor gegebenen Fluss der Energie laufen, war durch Henry Cabourn Pocklington seit 1905 bekannt. Wesselago zeigte nun, dass die Linkshändigkeit der Metamaterialien zu inverser Tscherenkow-Strahlung, inversem Dopplereffekt und inversem Brechungsgesetz führt. Das inverse Brechungsgesetz führt bei gekrümmten Flächen zu einer Vertauschung von Konvergenz und Divergenz. Anders als gewöhnliche Medien bündelt eine konkave Linse aus Metamaterial einfallende Strahlung.
Zusätzlich wurde von Ilya V. Shadrivov gezeigt, dass die Strahlverschiebung beim Goos-Hänchen-Effekt mit Metamaterialien ebenfalls das Vorzeichen wechselt.
Metamaterialien können einen repulsiven (abstoßenden) Casimir-Effekt bewirken.

## Herstellung
Es gibt bei der Herstellung Ansätze, die Resonanz ausnutzen (resonante Ansätze), und solche, die das nicht tun (nichtresonante Ansätze).

### Resonante Ansätze

#### Split-Ring/Wire-Grid
Beim Split-Ring/Wire-Grid-Ansatz (s. Abb. oben) führt das Drahtgitter (wire grid) zu negativer Permittivität, da sich in Metallen unterhalb der Plasmonresonanz Elektronen wie ein Plasma verhalten (Drude-Modell). Ein Resonator, meistens als (Doppel-)Ring mit Spalt ausgeführt (split ring), führt zu einem magnetischen Dipolmoment und zu einer negativen effektiven Permeabilität, jedoch nur in einem sehr engen Frequenzbereich. Die Eigenschaften des Resonators können so gewählt werden, dass sich im gewünschten Frequenzbereich ein negativer Brechungsindex ergibt.
Diese Anordnung hat die Eigenschaft, dass geringe Verluste nur bei einer geringen Bandbreite der Resonanz erreicht werden können. Außerdem steigen die Verluste durch den Ohmschen Widerstand des Metalls mit der Frequenz. Für sichtbares Licht wäre die Absorption so dominant, dass sie Wirkungen eines ungewöhnlichen Realteils des Brechungsindex überdeckt.

#### Dielektrische Kugeln
Der Ansatz über dielektrische Kugeln unterschiedlichen Durchmessers in einem NaCl-Gitter hat den Vorteil, dass als nichtmetallische Struktur auch der optische Frequenzbereich erschlossen werden könnte. Die theoretische Arbeit zu diesem Ansatz zeigt jedoch, dass nur sehr geringe Bandbreiten zu erwarten sind und entsprechend extreme Anforderungen an die Toleranzen der Fertigungstechnik gestellt würden.

### Nichtresonante Ansätze
Möglicher Ausweg aus der Bandbreiten-/Dämpfungsproblematik, zumindest im Mikrowellenbereich, sind nichtresonante Konzepte, die auf inversen Leitungsstrukturen basieren. Diese bandpassartigen Strukturen bieten gleichzeitig hohe Bandbreite und geringe Verluste – solange Strukturen entworfen werden können, die sich wie diskrete Serien- und Parallelresonatoren verhalten. Aufgrund der Ableitung aus der Leitungstheorie waren erste derartige Metamaterialien eindimensional und erreg(t)en die Kontroverse, ob es sinnvoll ist, von Metamaterialien oder von angewandter Filtertheorie zu sprechen. Verallgemeinerungen auf (isotrope) 2D/3D-Anordnungen wurden theoretisch vorgestellt, einige auch experimentell nachgewiesen.

## Mögliche Anwendungen
Die von Wesselago analysierten planen Linsen sind aufgrund der fehlenden optischen Achse potenziell vorteilhaft, die von John Pendry vorgeführte Auflösungsverbesserung führte zu besonders großer Aufmerksamkeit in Physik und Elektrotechnik. Sie ist dadurch gekennzeichnet, dass eine punktförmige Lichtquelle ein punktförmiges Abbild hat, d. h., im Gegensatz zur üblichen Linse wird das evaneszente Wellenvektorspektrum der Quelle durch die plane Metamaterial-Linse resonant verstärkt und dann im Bild 'rekonstruiert'. Das ist nicht mit endlicher Auflösung bei üblichen Linsen aufgrund endlicher Eingangspupille zu verwechseln, Beugungsbegrenzung ist als Vergleichskriterium nicht heranziehbar, denn Pendrys Linse ist unendlich groß.
Eine weitere Anwendungsmöglichkeit von Metamaterial wird im Bereich der Tarnkappen-Technik oder Stealth-Technik gesehen. Erforscht wird das zugrunde liegende Metamaterial derzeit an der University of Pennsylvania. Die Idee hinter der Stealth-Technik ist, das Material mit Licht interagieren zu lassen, ähnlich wie es Atome tun. Dies geschieht auf einem so kleinen Level, dass die künstlichen Strukturen kleiner als die Lichtwellen selbst sind. Dadurch sollen die optischen Eigenschaften nicht mehr so beschränkt sein, wie es bei konstitutiven Materialien der Fall ist. Eine Digitalisierung dieser Meta-Materialien könnte dazu genutzt werden, das Licht genau auf der anderen Seite wiederzugeben. Ein Vorteil eines solchen Meta-Materials ist, dass Licht nicht nur wie bislang durch Lupen und Spiegel gelenkt und reflektiert, sondern auch gedehnt, gestreckt, verzerrt und in weiteren Arten manipuliert werden kann.
Dieser Effekt wird seit mehreren Jahren vom US-amerikanischen Unternehmen HyperStealth Biotechnology Corp. im Rahmen ihrer Quantum Stealth Technology erforscht und getestet.